# Salomon Lubelski
Salomon Lubelski (ur. 1902 w Warszawie, zm. prawdopodobnie 1941 w KL Majdanek) – polski matematyk pochodzenia żydowskiego, wraz z Arnoldem Walfiszem założyciel czasopisma Acta Arithmetica. Zajmował się głównie teorią liczb.

## Życiorys
Salomon Lubelski studiował matematykę na Uniwersytecie Warszawskim i po ukończeniu studiów został pracownikiem naukowym macierzystej uczelni. W roku 1935 wraz z Arnoldem Walfiszem założył czasopismo Acta Arithmetica. Po wybuchu II wojny światowej przedostał się do Białegostoku  i został tam profesorem w Wyższej Szkole Pedagogicznej. Po wkroczeniu wojsk niemieckich został uwięziony w KL Majdanek i zginął tam prawdopodobnie w roku 1941. 
Salomon Lubelski opublikował 19 prac naukowych. Pozostawił koncepcję podręcznika teorii liczb. Teoretyk liczb Johannes van der Corput (1890-1975) przechował pracę i później sprawdzał jej aktualność.

## Dzieła (wybór)
- Zur Theorie der höheren Kongruenzen, Journal für die reine und angewandte Mathematik 162, 65 – 68, 1930
- Beweis und Verallgemeinerung eines Waring-Legendreschen Satzes, Mathematische Zeitschrift 33, 321 – 349, 1931, online
- Über die Teiler der Form x2+Dy2, Prace matematyczno-fizyczne 38, 1931,   cz. 1 (plik PDF; 1,45 MB) und 40, 1932, cz. 2 (plik PDF; 1,72 MB)
- Zadania i twierdzenia z ogólnej teorii liczb I, Wiadomości Matematyczne 34 (1932), str. 1-111, II, ibidem 35 (1933) str. 39-113.
- Zur Verschärfung des Jordan-Hölderschen Satzes, Математический Сборник 9 (1941), str. 277-280.